# Aimée Carter
Aimée Carter (* 1986 in Michigan) ist eine US-amerikanische Fantasy-Autorin.

## Leben und Werk
Carter machte ihren Abschluss in „Screen Arts and Cultures“ an der Universität von Michigan.
Sie veröffentlichte mehrere Serien von Fantasy-Büchern für Jugendliche und Kinder. Ihre erste Serie „The Goddess Test“ erschien ab 2011 in den USA und wurde 2012 vom Mira-Verlag auf Deutsch publiziert. In Deutschland wurde sie vor allem durch ihre Animox-Serie (im Original: Simon Thorn) bekannt.

## Romane

### The Goddess Test
- Das göttliche Mädchen. Mira, 2012, ISBN 978-3-86278-326-7.
- Die unsterbliche Braut. Mira, 2012, ISBN 978-3-86278-479-0.
- Der Preis der Ewigkeit. Mira, 2014, ISBN 978-3-86278-869-9.

### Animox
- Animox – Das Heulen der Wölfe. Oetinger, 2016, ISBN 978-3-7891-4623-7.
- Animox – Das Auge der Schlange. Oetinger, 2017, ISBN 978-3-7891-4624-4.
- Animox – Die Stadt der Haie. Oetinger, 2017, ISBN 978-3-7891-4625-1.
- Animox – Der Biss der Schwarzen Witwe. Oetinger, 2018, ISBN 978-3-7891-0855-6.
- Animox – Der Flug des Adlers. Oetinger, 2019, ISBN 978-3-7891-0920-1.
- Die Erben der Animox – Die Beute des Fuchses. Oetinger, 2021, ISBN 978-3-7891-2103-6.
- Die Erben der Animox – Das Gift des Oktopus. Oetinger, 2021, ISBN 978-3-7891-2104-3.
- Die Erben der Animox – Der Kampf des Elefanten. Oetinger, 2022, ISBN 978-3-7512-0146-9.
- Die Erben der Animox – Der Verrat des Kaimans. Oetinger, 2023, ISBN 978-3-7512-0220-6.
- Die Erben der Animox – Die Rache des Tigers. Oetinger, 2024, ISBN 978-3-7512-0221-3.

### Royal Blood
- Royal Blood – A Scandal To Die For. One, 2023, ISBN 978-3-8466-0194-5.
- Royal Scandal – A Crown To Kill For. One, 2024, ISBN 978-3-8466-0229-4.

### Blackcoat Rebellion
- Blackcoat Rebellion - Das Los der Drei. Dragonfly, 2020, ISBN 978-3-7488-0037-8.
- Blackcoat Rebellion - Die Brüder der Sieben. Dragonfly, 2020, ISBN 978-3-7488-0038-5.
- Blackcoat Rebellion - Das Schicksal der Zehn. Dragonfly, 2020, ISBN 978-3-7488-0039-2.

### Einzelromane
- Der Fluch des Phönix. Oetinger, 2020, ISBN 978-3-7891-1516-5.

## Ehrungen
- Kalbacher Klapperschlange 2017 für Animox – Das Heulen der Wölfe